# Nouvelle-Zélande-Tonga en rugby à XV
Cet article présente l'historique des confrontations entre l'équipe de Nouvelle-Zélande et l'équipe des Tonga en rugby à XV. Les deux équipes se sont affrontées à sept reprises, dont quatre fois en Coupe du monde. Les Néo-Zélandais ont remporté toutes les rencontres.

## Confrontations
Voici le détail intégral des confrontations entre la Nouvelle-Zélande et les Tonga.
| No | Date             | Lieu                                                      | Match                    | Score   | Compétition                      |
| -- | ---------------- | --------------------------------------------------------- | ------------------------ | ------- | -------------------------------- |
| 1  | 3 octobre 1999   | Ashton Gate Stadium, Bristol, Angleterre                  | Nouvelle-Zélande – Tonga | 45 – 9  | Coupe du monde (poule B)         |
| 2  | 16 juin 2000     | North Harbour Stadium, North Shore City, Nouvelle-Zélande | Nouvelle-Zélande – Tonga | 102 – 0 | Test match                       |
| 3  | 24 octobre 2003  | Suncorp Stadium, Brisbane, Australie                      | Nouvelle-Zélande – Tonga | 91 – 7  | Coupe du monde (poule D)         |
| 4  | 9 septembre 2011 | Eden Park, Auckland, Nouvelle-Zélande                     | Nouvelle-Zélande – Tonga | 41 – 10 | Coupe du monde (poule A)         |
| 5  | 9 octobre 2015   | St James' Park, Newcastle Angleterre                      | Nouvelle-Zélande – Tonga | 47 – 9  | Coupe du monde (poule C)         |
| 6  | 7 septembre 2019 | Waikato Stadium, Hamilton Nouvelle-Zélande                | Nouvelle-Zélande – Tonga | 92 – 7  | Préparation de la Coupe du monde |
| 7  | 3 juillet 2021   | Mount Smart Stadium, Penrose Nouvelle-Zélande             | Nouvelle-Zélande – Tonga | 102 – 0 | Test match                       |